# Грузинское письмо

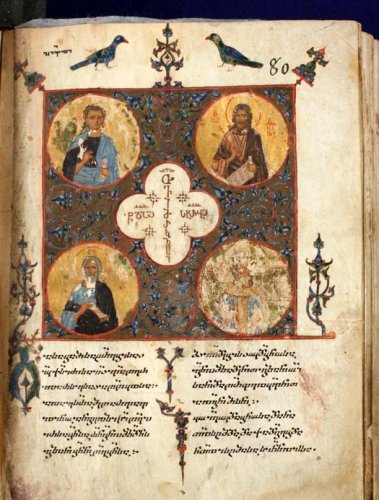
Страница из Джручского Евангелия, пример текста на Нусхури. XII век

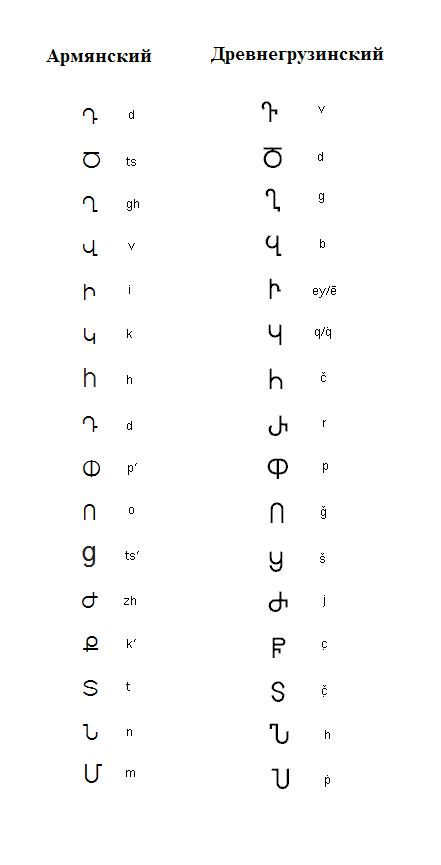
Схожесть некоторых букв армянского и древнегрузинского алфавитов (маштоцевские)

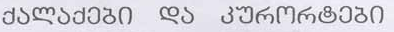
Пример выделения текста буквами без выносных элементов (мтаврули), аналог верхнего регистра в латинице и кириллице (надпись переводится «города и курорты»)

Грузи́нское письмо́ (груз. ქართული დამწერლობა, карту́ли дамцерло́ба) — алфавитное письмо, используемое некоторыми картвельскими языками — в первую очередь, грузинским, а также спорадически мегрельским, сванским и другими. Читается слева направо. Современный грузинский алфавит состоит из 33 букв. В наше время основной алфавит — «мхедрули». Он был внесён в Юникод в 1993 году (версия 1.1). Прописные буквы в алфавите (мхедрули) отсутствуют, однако в заголовках и в некоторых других случаях всё слово может быть написано без верхних и нижних выносных элементов, как бы между двух параллельных линий (см. иллюстрацию) — такое написание соответствует прописным буквам в других алфавитах и называется «мтаврули». Символы этой разновидности грузинского письма включены в Юникод начиная с версии 11.0.
Грузинский алфавит был положен в основу «Кавказской азбуки», созданной бароном Усларом для фиксирования бесписьменных языков Кавказа. В 1938—1954 годах грузинское письмо (с введением дополнительных знаков) использовалось также для абхазского и осетинского (в Южной Осетии) языков.

## Происхождение
Точное происхождение грузинской письменности не установлено. Тем не менее, в строго структурном отношении, её алфавитный порядок в основном соответствует греческому алфавиту, за исключением букв, обозначающих грузинские звуки, как правило не свойственные европейским языкам, которые группируются в конце. 

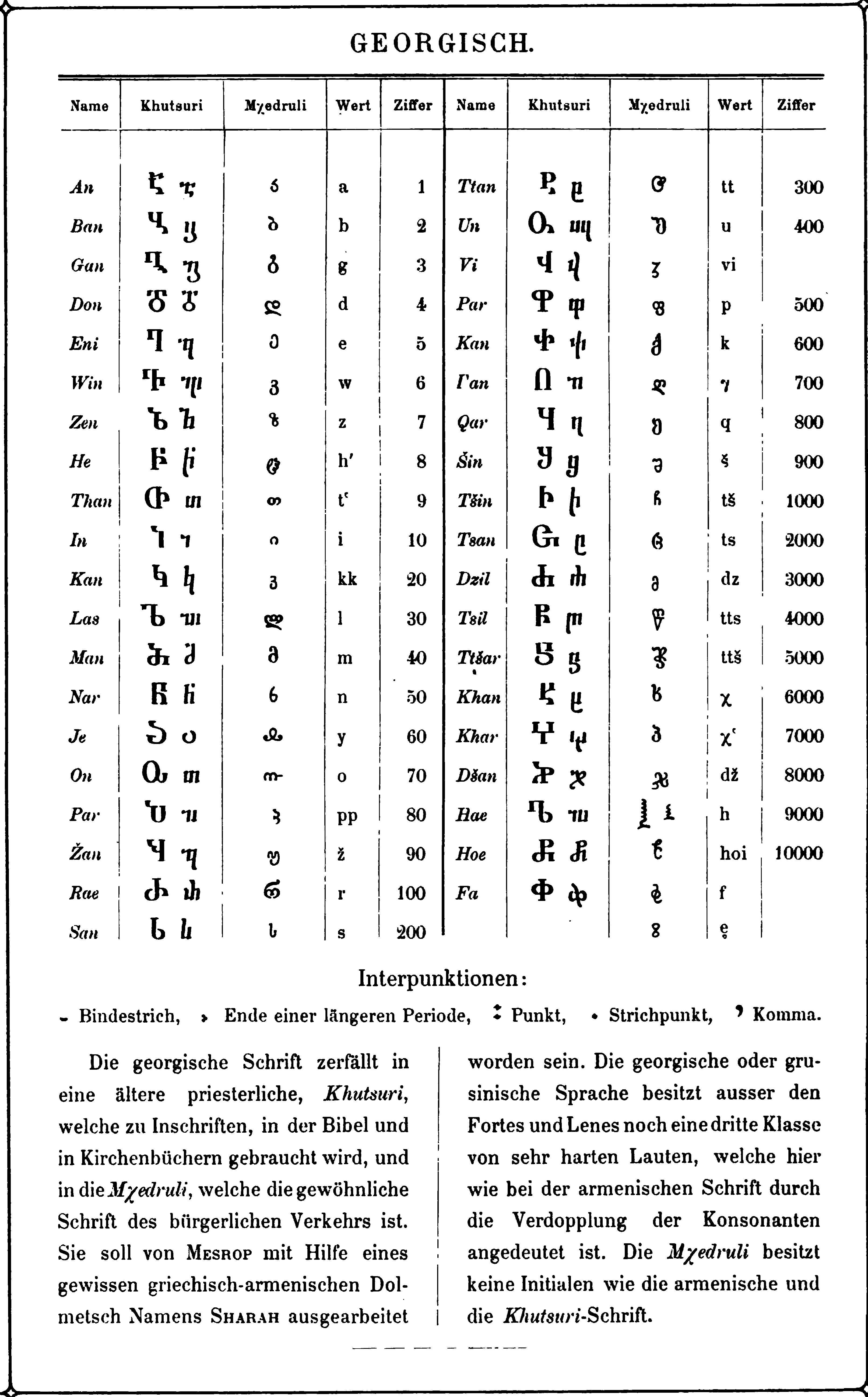
Хуцури и мхедрули с цифровым значением

В картвелистике имеются разные гипотезы о прототипе грузинского алфавита: согласно им, в его основу положено арамейское, греческое или коптское письмо. Немецкий учёный Г. Юнкер, специалист по иранскому языкознанию, выдвинул предположение, что мхедрули, как и хуцури, основаны, подобно армянскому алфавиту, на арамейско-пехлевийском письме, указывая при этом на независимую от армянского письма преемственность письма хуцури от аршакидского пехлеви. Согласно Юнкеру, письмо мхедрули может рассматриваться как курсивная разновидность хуцури, так и, по своим более древним формам, как предшествовавшее ему письмо. В новейшей историографии обращается внимание на сходство грузинского письма с греческим — прежде всего, из-за порядка и числового значения букв. Учёные также предполагают, что некоторые дохристианские грузинские культурные символы, или клановые маркеры могли послужить источником вдохновения для создания определённых букв грузинской письменности.
Согласно грузинскому автору XI века Леонти Мровели (возможно располагавшему более древними источниками), а также такому же сообщению Мхитара Айриванеци, восходящему к Картлис цховреба, грузинский алфавит создал полулегендарный царь Фарнаваз I в III веке до н. э. Грузинские историки в подавляющем большинстве придерживаются точки зрения, что грузинский алфавит возник до Месропа Маштоца. Так, Джавахишвили отвёл время возникновения грузинского алфавита к VII в. до н. э. Джанашия также утверждал о невозможности возникновения алфавита позднее VII века до н. э., заявляя, что в это время грузины должны были перейти от древнего иероглифического и клинописного грузинского письма к фонетическому. Павле Ингороква и Патаридзе также придерживались мнения, что грузинская письменность должна была быть создана задолго до распространения христианства. К. Кекелидзе и А. Шанидзе связывали создание грузинского алфавита с принятием христианства грузинами. Небольшая группа грузинских исследователей утверждает о создании грузинского письма на основе шумерского. Т. Гамкрелидзе исключает возможность какого-либо участия Маштоца в создании грузинского алфавита. Р. Лолуа, отмечая, что армянский историк XIII в. Мхитар Айриванеци в своей «Хронографической истории» называет царя Парнаваза создателем грузинской письменности, делает вывод, что Айриванеци либо не знал об «армянской версии» происхождения грузинской азбуки — в том случае, если она ещё не возникла — либо знал, но отдавал предпочтение традиционным сведениям грузинской историографии. Марр также придерживался мнения, что письмо мхедрули возникло вследствие развития дохристианской грузинской письменности, претерпевшей изменения под влиянием хуцури и продолжавшей использоваться в гражданской и военной областях.
Историк письменности В. Истрин выделил следующие аргументы грузинских учёных, отрицающих участие Маштоца в создании алфавита:
- о создании Маштоцем грузинского алфавита пишут только Корюн, Хоренаци и Мовсес Каганкатваци;
- палеографический анализ древнейших грузинских надписей, что делает наиболее вероятной версию возникновения грузинского алфавита на основе арамейского в начале нашей эры;
- отсутствие значительного сходства между армянским и грузинским алфавитами.

Высказывая своё мнение об этих аргументах, В. Истрин заключает, что третий аргумент — наименее убедительный, поскольку метод построения Маштоцем армянского алфавита предполагает соответствие алфавита фонетике армянского языка и декоративному искусству Армении, и в случае построения грузинского алфавита Маштоц руководствовался бы иными фонетическими и декоративными принципами. Возражая второму аргументу, Истрин приводит довод, что основа, на которой был построен грузинский алфавит, также неясна. Арамейская гипотеза (Мюллер, Тейлор, Джавахишвили, Церетели и др.) ссылается на сходство ряда букв и общий стиль из начертания, однако между грузинскими и греческими буквами имеется не меньшее сходство. Грузинское и греческое письма — вокализованно-звуковые, а арамейское — консонантно-звуковое. Направление грузинского письма — слева направо, а арамейского — наоборот. Наконец, порядок букв грузинского алфавита ближе к греческому.
Касательно древнегрузинского иероглифического, или клинописного письма Сергей Муравьёв отмечает, что наука не располагает не только ни единым примером иероглифической или клинописной грузинской надписи, но и даже намёком на существование такового, и расценивает подобные датировки как «экстравагантные наукообразные мифологемы». Стивен Рапп отмечает, что нет никаких доказательств, подтверждающих легенду о создании алфавита Фарнавазом. Самые ранние сохранившиеся памятники грузинской письменности относятся к V веку. Как отмечает Дональд Рейфилд, крупные археологические памятники I века н. э. содержат надписи только на греческом и арамейском языках. Вернер Зайбт также полагает, что истории о дохристианском возникновении грузинского письма не стоит принимать всерьез. Роберт Томсон из Оксфордского университета отмечает, что нет ранних традиций, приписывающих изобретение алфавита грузинской исторической фигуре, а легендарная атрибуция алфавита царю Фарнавазу, жившего за многие столетия до рождения Христа, не имеет исторического основания. Рассел из Гарвардского университета считает минускульный шрифт нусхури модификацией Месропом Маштоцем армянского еркатагира.

### Гипотеза создания Маштоцем
Существует точка зрения, основанная на армянских первоисточниках V—VII веков, согласно которым создателем первого грузинского письма — мргвловани — является Месроп Маштоц (создавший также в 405 году н. э. армянский алфавит). Тем не менее это утверждение не находит подтверждения в неармянских первоисточниках. Гипотеза о создании грузинского письма Маштоцем поддерживается некоторыми крупными энциклопедиями и академическими учёными.
Ряд энциклопедий соглашается с критикой этой версии, предложенной Гамкрелидзе. Стивен Фишер полагает, что приписывание Маштоцу создания сразу нескольких алфавитов (армянского, албанского и грузинского) свидетельствует об апокрифичности этого рассказа (после обнаружения т. н. «Синайского палимпсеста» роль Маштоца в создании, по крайней мере, албанского алфавита получила дополнительное подтверждение). Она поддерживалась «Католической энциклопедией», но в новой версии «New Catholic Encyclopedia» о создании грузинского письма Маштоцем не говорится. Согласно А. Г. Периханян и Дж. Греппину, возможно, Месроп Маштоц не являлся прямым создателем грузинской письменности, которая, однако, не могла бы возникнуть без его участия.
Аргументы в пользу версии о Маштоце, кроме самого предания Корюна, высказаны следующие:
- Николай Марр в статье «Об единстве задач армяно-грузинской филологии» отмечал большое сходство древнего армянского алфавита и грузинского церковного письма (хуцури): «грузинское церковное письмо, единственно употреблявшееся в Грузии книжниками до X—XI в., действительно проявляет чрезвычайную близость к армянскому алфавиту»[45].
- Возражая аргументу Джавахишвили, что запись о создании Маштоцем грузинского алфавита появилась в поздних переписках труда Корюна, П. Мурадян приводит третье письмо католикоса армян Авраама картлийскому епископу Кириону (607 год, после разделения армянской и грузинской церкви в 604 году, когда последняя приняла принципы халкидонского собора), где говорится о том, что христианство в Армении и Грузии происходило из одного и того же источника, «сначала блаженный св. Григорий, а затем Маштоц, и знание письмен в непоколебимости веры». Известно также ответное резкое письмо Кириона[46], где он ни словом не возражает против аргументов Авраама о роли Маштоца для грузинской церкви. Из этого Мурадян делает вывод, что эти деятели рубежа VI—VII вв. были хорошо осведомлены о роли Маштоца в создании грузинского алфавита[47]. З. Алексидзе полагает, что приведенная фраза в третьем письме католикоса армян Авраама картлийскому епископу Кириону представляет собой позднюю интерполяцию[48].
- Ряд исследователей констатирует, что Корюн — не единственный источник древних сведений об изобретении Месропом алфавитов, но также и Хоренаци, дополняющий Корюна отсутствующими у последнего подробностями[49][50].

Аргументируя отсутствием событий, связанных с изобретением грузинских письмен Маштоцем в грузинских летописях, Вернер Зайбт считает данные из этой главы текста Корюна довольно подозрительными. Поскольку ни писавший в V веке Лазарь Парпеци, ни Езник, являвшийся учеником Маштоца, ничего о создании грузинского письма Маштоцем не упоминают, Зайбт предполагает, что эта глава является более поздней вставкой в текст Корюна. Отталкиваясь от факта обнаружения древнейших грузинских надписей в Палестине, Вернер Зайбт предложил гипотезу, согласно которой грузинское письмо могло быть изобретено именно там, грузинскими монахами, узнавшими о переводе Библии на армянский язык, следовательно, Маштоц сыграл, по крайней мере, роль косвенного инициатора создания грузинской письменности. Хуан Сигнес Кодоньер полагает, что не следует исключать возможность, что создание грузинского (как и армянского) алфавита могло быть сложнее, чем говорится в жизнеописании Маштоца, и что мы, возможно, никогда не узнаем, кто изобрел грузинский алфавит и кто был заказчиком этой работы. Кодоньер полагает, что типологически под заказчика мог бы подойти князь Бакурий Грузинский, который упоминается во многих источниках второй половины IV в. Кодоньер соглашается, что версия Сейбта позволяет разрешить многие противоречия в истории возникновения грузинской письменности, но допускает возможность того, что, наоборот, армянский алфавит возник как следствие создания грузинского алфавита. 
Стивен Рапп также допускает возможность поздней вставки фрагмента об изобретении Маштоцем грузинского алфавита, однако считает, что есть много оснований полагать, что изобретение трёх закавказских алфавитов (армянского, грузинского и албанского) принадлежат одному региональному процессу, который Маштоц курировал.

## Древнейшие памятники на грузинском языке

Древнейшая грузинская надпись, обнаруженная в Палестине

Древнейшая из грузинских азбук, обнаруженная в Верхней Сванетии на западной стене Ацской церкви Архангелов, содержит 37 букв и датируется XI веком. Самыми древними грузинскими надписями являются две из четырёх надписей, обнаруженных при раскопках древнегрузинского монастыря в Бир-эль-Кутте в 2 км от Вифлеема, в Палестине, и датируемых 429—444 гг., хотя не все учёные согласны со столь ранней датировкой. Надпись Болнисского Сиона является второй по древности (493—494 гг.). Сохранились около 10—12 тыс. средневековых грузинских рукописей.
Грузинский историк Леван Чилашвили, исследуя во второй половине 1990-х годов находящиеся в кахетинском селении Некреси языческие святилища, обнаружил осколок сильно поврежденной надгробной стелы (позже получившей название «некресская надпись») и другие обломки, на которых шрифтом «асомтаврули» нанесены надписи зороастрийского характера, которые были датированы им и другими грузинскими историками самое позднее III веком н. э., до принятия Грузией христианства. Согласно Дональду Рейфилду, утверждение, что грузинская письменность имеет дохристианское происхождение, представляется маловероятным и не подтверждается археологией. Стивен Рапп также отмечает, что такая датировка некресской надписи является сомнительной.

## Грузинский алфавит

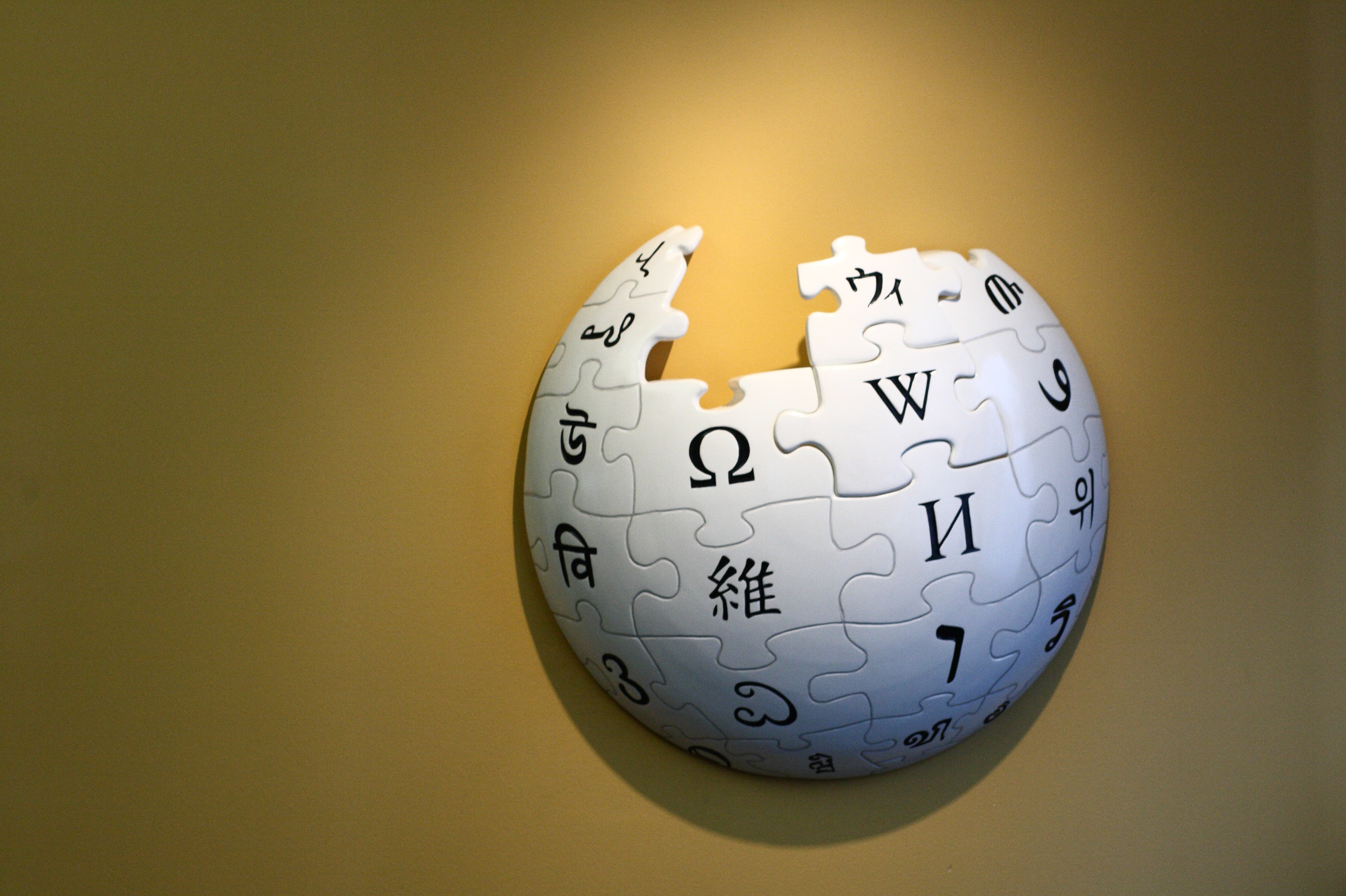
Грузинская буква ⟨ვ⟩ на логотипе Википедии (внизу слева)

Зелёным выделены буквы, ранее использовавшиеся в грузинском, но теперь используемые только в других языках. 
Красным выделены буквы, использующиеся в других языках, но никогда не использовавшиеся в грузинском.  
Синим выделены буквы, ранее использовавшиеся в грузинском, но сейчас не используемые нигде.  
Серым выделены буквы, ранее использовавшиеся в других языках, но сейчас не используемые нигде. 
| Буква                   | Буква                   | Буква           | Буква           | Буква             | Буква             | Буква             | Буква             | Название     | Название          | МФА                                                                     | Романизация              | Романизация | Числовое значение в изопсефии |
| Асомтаврули ႠႱႭႫႧႠႥႰႳႪႨ | Асомтаврули ႠႱႭႫႧႠႥႰႳႪႨ | Нусхури ⴌⴓⴑⴞⴓⴐⴈ | Нусхури ⴌⴓⴑⴞⴓⴐⴈ | Мхедрули მხედრული | Мхедрули მხედრული | Мтаврули ᲛᲗᲐᲕᲠᲣᲚᲘ | Мтаврули ᲛᲗᲐᲕᲠᲣᲚᲘ | Оригинальное | Русское           | МФА                                                                     | Национальная романизация | ISO 9984    | Числовое значение в изопсефии |
| ----------------------- | ----------------------- | --------------- | --------------- | ----------------- | ----------------- | ----------------- | ----------------- | ------------ | ----------------- | ----------------------------------------------------------------------- | ------------------------ | ----------- | ----------------------------- |
|                         | Ⴀ                       |                 | ⴀ               |                   | ა                 |                   | Ა                 | ანი          | ани               | [ɑ], в сванском языке — [a], [æ]                                        | A a                      | A a         | 1                             |
|                         | Ⴁ                       |                 | ⴁ               |                   | ბ                 |                   | Ბ                 | ბანი         | бани              | [b]                                                                     | B b                      | B b         | 2                             |
|                         | Ⴂ                       |                 | ⴂ               |                   | გ                 |                   | Გ                 | განი         | гани              | [ɡ]                                                                     | G g                      | G g         | 3                             |
|                         | Ⴃ                       |                 | ⴃ               |                   | დ                 |                   | Დ                 | დონი         | дони              | [d]                                                                     | D d                      | D d         | 4                             |
|                         | Ⴄ                       |                 | ⴄ               |                   | ე                 |                   | Ე                 | ენი          | эни               | [ɛ]                                                                     | E e                      | E e         | 5                             |
|                         | Ⴅ                       |                 | ⴅ               |                   | ვ                 |                   | Ვ                 | ვინი         | вини              | [v]                                                                     | V v                      | V v         | 6                             |
|                         | Ⴆ                       |                 | ⴆ               |                   | ზ                 |                   | Ზ                 | ზენი         | зени              | [z]                                                                     | Z z                      | Z z         | 7                             |
|                         | Ⴡ                       |                 | ⴡ               |                   | ჱ                 |                   | Ჱ                 | ეჲ           | эй                | [eɪ], в сванском языке — [eː]                                           | —                        | Ē ē         | 8                             |
|                         | Ⴇ                       |                 | ⴇ               |                   | თ                 |                   | Თ                 | თანი         | тхани             | [tʰ]                                                                    | T t                      | T̕ t̕         | 9                             |
|                         | Ⴈ                       |                 | ⴈ               |                   | ი                 |                   | Ი                 | ინი          | ини               | [ɪ]                                                                     | I i                      | I i         | 10                            |
|                         | Ⴉ                       |                 | ⴉ               |                   | კ                 |                   | Კ                 | კანი         | кани              | [kʼ]                                                                    | Kʼ kʼ                    | K k         | 20                            |
|                         | Ⴊ                       |                 | ⴊ               |                   | ლ                 |                   | Ლ                 | ლასი         | ласи              | [l]                                                                     | L l                      | L l         | 30                            |
|                         | Ⴋ                       |                 | ⴋ               |                   | მ                 |                   | Მ                 | მანი         | мани              | [m]                                                                     | M m                      | M m         | 40                            |
|                         | Ⴌ                       |                 | ⴌ               |                   | ნ                 |                   | Ნ                 | ნარი         | нари              | [n]                                                                     | N n                      | N n         | 50                            |
|                         | Ⴢ                       |                 | ⴢ               |                   | ჲ                 |                   | Ჲ                 | ჲე           | йе                | [je], в мегрельском, лазском и сванском языках — [j], в абхазском — [ʲ] | —                        | Y y         | 60                            |
|                         | Ⴍ                       |                 | ⴍ               |                   | ო                 |                   | Ო                 | ონი          | они               | [ɔ], в сванском языке — [ɔ], [œ]                                        | O o                      | O o         | 70                            |
|                         | Ⴎ                       |                 | ⴎ               |                   | პ                 |                   | Პ                 | პარი         | пари              | [pʼ]                                                                    | Pʼ pʼ                    | P p         | 80                            |
|                         | Ⴏ                       |                 | ⴏ               |                   | ჟ                 |                   | Ჟ                 | ჟანი         | жани              | [ʒ]                                                                     | Zh zh                    | Ž ž         | 90                            |
|                         | Ⴐ                       |                 | ⴐ               |                   | რ                 |                   | Რ                 | რაე          | раэ               | [r]                                                                     | R r                      | R r         | 100                           |
|                         | Ⴑ                       |                 | ⴑ               |                   | ს                 |                   | Ს                 | სანი         | сани              | [s]                                                                     | S s                      | S s         | 200                           |
|                         | Ⴒ                       |                 | ⴒ               |                   | ტ                 |                   | Ტ                 | ტარი         | тари              | [tʼ]                                                                    | Tʼ tʼ                    | T t         | 300                           |
|                         | Ⴣ                       |                 | ⴣ               |                   | ჳ                 |                   | Ჳ                 | ჳე           | виэ               | [uɪ], в сванском языке — [w]                                            | —                        | W w         | 400                           |
|                         | Ⴓ                       |                 | ⴓ               |                   | უ                 |                   | Უ                 | უნი          | уни               | [u], в сванском языке — [u], [y]                                        | U u                      | U u         | 400                           |
|                         | Ⴧ                       |                 | ⴧ               |                   | ჷ                 |                   | Ჷ                 | ჷნ           | ын (шва)          | в мегрельском, сванском и осетинском языках — [ə]                       | —                        | —           | —                             |
|                         | Ⴔ                       |                 | ⴔ               |                   | ფ                 |                   | Ფ                 | ფარი         | пхари             | [pʰ]                                                                    | P p                      | P̕ p̕         | 500                           |
|                         | Ⴕ                       |                 | ⴕ               |                   | ქ                 |                   | Ქ                 | ქანი         | кхани             | [kʰ]                                                                    | K k                      | K̕ k̕         | 600                           |
|                         | Ⴖ                       |                 | ⴖ               |                   | ღ                 |                   | Ღ                 | ღანი         | гхани             | [ɣ]                                                                     | Gh gh                    | Ḡ ḡ         | 700                           |
|                         | Ⴗ                       |                 | ⴗ               |                   | ყ                 |                   | Ყ                 | ყარი         | кари              | [qʼ]                                                                    | Qʼ qʼ                    | Q q         | 800                           |
| —                       | —                       | —               | —               |                   | ჸ                 |                   | Ჸ                 | ელიჶი (ჸინი) | элифи (аини)      | в мегрельском и сванском языках — [ʔ]                                   | —                        | —           | —                             |
|                         | Ⴘ                       |                 | ⴘ               |                   | შ                 |                   | Შ                 | შინი         | шини              | [ʃ]                                                                     | Sh sh                    | Š š         | 900                           |
|                         | Ⴙ                       |                 | ⴙ               |                   | ჩ                 |                   | Ჩ                 | ჩინი         | чини              | [t͡ʃ]                                                                    | Ch ch                    | Č̕ č̕         | 1000                          |
|                         | Ⴚ                       |                 | ⴚ               |                   | ც                 |                   | Ც                 | ცანი         | цани              | [t͡s]                                                                    | Ts ts                    | C̕ c̕         | 2000                          |
|                         | Ⴛ                       |                 | ⴛ               |                   | ძ                 |                   | Ძ                 | ძილი         | дзили             | [d͡z]                                                                    | Dz dz                    | J j         | 3000                          |
|                         | Ⴜ                       |                 | ⴜ               |                   | წ                 |                   | Წ                 | წილი         | цили              | [t͡sʼ]                                                                   | Tsʼ tsʼ                  | C c         | 4000                          |
|                         | Ⴝ                       |                 | ⴝ               |                   | ჭ                 |                   | Ჭ                 | ჭარი         | чари              | [t͡ʃʼ]                                                                   | Chʼ chʼ                  | Č č         | 5000                          |
|                         | Ⴞ                       |                 | ⴞ               |                   | ხ                 |                   | Ხ                 | ხანი         | хани              | [χ]                                                                     | Kh kh                    | X x         | 6000                          |
|                         | Ⴤ                       |                 | ⴤ               |                   | ჴ                 |                   | Ჴ                 | ჴარი         | хари              | [q]                                                                     | —                        | H̠ ẖ         | 7000                          |
|                         | Ⴟ                       |                 | ⴟ               |                   | ჯ                 |                   | Ჯ                 | ჯანი         | джани             | [d͡ʒ]                                                                    | J j                      | J̌ ǰ         | 8000                          |
|                         | Ⴠ                       |                 | ⴠ               |                   | ჰ                 |                   | Ჰ                 | ჰაე          | хаэ               | [h]                                                                     | H h                      | H h         | 9000                          |
|                         | Ⴥ                       |                 | ⴥ               |                   | ჵ                 |                   | Ჵ                 | ჰოე          | хоэ               | [oː]                                                                    | —                        | Ō ō         | 10000                         |
| —                       | —                       | —               | —               |                   | ჶ                 |                   | Ჶ                 | ჶი           | фи                | в лазском языке — [f]                                                   | —                        | F f         | —                             |
| —                       | —                       | —               | —               |                   | ჹ                 |                   | Ჹ                 | —            | перевёрнутая гани | в дагестанских языках — [ɢ], в табасаранском — [ɣ]                      | —                        | —           | —                             |
| —                       | —                       | —               | —               |                   | ჺ                 |                   | Ჺ                 | —            | айн               | в бацбийском языке — [ʕ]                                                | —                        | —           | —                             |
| —                       | —                       | —               | —               |                   | ჼ                 | —                 | —                 | —            | надстрочная нари  | в бацбийском языке — назализация предыдущей гласной                     | —                        | —           | —                             |
|                         | Ⴭ                       |                 | ⴭ               |                   | ჽ                 |                   | Ჽ                 | ჽნი          | ани               | в осетинском языке — [ɐ]                                                | —                        | —           | —                             |
| —                       | —                       | —               | —               |                   | ჾ                 |                   | Ჾ                 | —            | твёрдый знак      | в абхазском языке — *                                                   | —                        | —           | —                             |
| —                       | —                       | —               | —               |                   | ჿ                 |                   | Ჿ                 | —            | знак лабиализации | в абхазском языке — [ʷ]                                                 | —                        | —           | —                             |